# Gerard Nijboer
Gerardus Hermanus Maria (Gerard) Nijboer (* 18. srpna 1955, Hasselt) je bývalý nizozemský atlet, běžec, mistr Evropy v maratonu z roku 1982.

## Sportovní kariéra
Jeho největší běžecké úspěchy pocházejí ze začátku 80. let 20. století. V roce 1980 doběhl v olympijském maratonském závodě druhý za obhájcem titulu Cierpinskim, o dva roky později se v Athénách stal mistrem Evropy v maratonu. V dalších letech už na tyto úspěchy nenavázal – při premiéře světového šampionátu v Helsinkách v roce 1983 doběhl do cíle maratonu 29., olympijský závod v Los Angeles o rok později nedokončil, na evropském šampionátu v roce 1986 skončil v maratonu šestý. Při svém třetím olympijském startu v maratonu v Soulu v roce 1988 doběhl třináctý.
Celkem čtyřikrát vyhrál maraton v Amsterdamu. Při svém prvním vítězství v roce 1980 si zároveň vytvořil osobní rekord 2:09:01, což byl tehdy druhý nejlepší čas na světě.